# لويزا كاثرين شور
لويزا كاثرين شور (بالإنجليزية: Louisa Catherine Shore)‏ (1824 - 24 مايو 1895، ويمبلدون في المملكة المتحدة)؛ كاتِبة وشاعرة بريطانية.